# Росохацькі Полонини
Росо́хацькі Полони́ни, також Ме́нчильський Діл  — гірський хребет в Українських Карпатах, розташований на межі Сколівських Бескидів та Стрийсько-Сянської Верховини, перетинає 3 райони Львівської області: Стрийський, Дрогобицький та Самбірський. Частково охоплюється Національним природним парком «Сколівські Бескиди».

## Опис
Хребет починається на схід від села Сухий Потік та простягається лінією вершин в північно-західному напрямку, до села Радич, з котрих дві останні: Ліска (970,4 м) та Менчул Радицький (1041 м) помітно виступають на південь відносно загального рельєфу вододолу. Довжина хребта складає 15,8 км. Найвища точка хребта — Високий Верх (1176,8 м).
Схили хребта переважно вкриті ялицевими та ялицево-буковими лісами, вищі ділянки найчастіше вкриті буково-горобиновим, місцями — смерековим криволіссям. Північна сторона верхів'я заліснена, проте південна, між вершинами Смерек та Менчил Зубрицький, вкрита вторинними лугами, полонинами. Особливістю тутешніх лугів є різнотрав'я: арніка гірська, білозозулинець справжній, гронянка півмісяцева, нечуйвітер, дзвоники карпатські, любка дволиста.
Вододіл хребта грає важливу роль в місцевості, тому звідси витікають багато гірських річкових потоків: Сухий Потік, Горбовий Потік, Щебела, Завадка, Рибник Майданський, Росохачка, Плайник, Рибник Зубриця та численні притоки потоків Рибничок та Чернусів.
З півночі хребет переважно межує з різними хребтами паралельного морфоструктурного ланцюга з вершинами Стара Щебела, Мала Щебела, Ополонек, на південь ж простягаються численні відроги. Морфологічно Росохацькі полонини належать до довшої структури, що тягнеться від г. Скубениця (1075,0 м) аж до г. Звіринець (930,0 м).

## Туристичні маршрути
Росохацькі полонини є доволі популярним туристичним об'єктом. З огляду на витягнутість хребта на нього можна зійти з різних поближніх сіл. Також по хребту проходять промарковані туристичні маршрути загальною довжиною 8,5 км, серед яких шлях №1, що веде безпосередньо на полонини хребта, та №505, який проходить полонинами до гори Високий Верх.

## Деякі вершини
- Високий Верх (1176,8 м)
- Смерек (1152,5 м)
- Кропивничек (1141 м)
- Менчил (1126 м)
- Тимков'ят (1073,3 м)
- Менчул Радицький (1041 м)
- Ліска (970,4 м)